# 265P/LINEAR
265P/LINEAR, komet Jupiterove obitelji